# Aud Wilken
Aud Wilken (* 1965 in Ost-Berlin) ist eine dänische Sängerin.

## Leben und Wirken
Als Kind einer deutschen Mutter und eines dänischen Vaters lebte Aud Wilken bis 1974 in der DDR, bis die Familie nach Dänemark zog. Eine erste Album-Veröffentlichung hatte sie 1988 bei dem dänischen Techno-Projekt The Overlords. Sie nahm am Eurovision Song Contest 1995 teil mit dem sparsam instrumentierten Popsong Fra Mols til Skagen (dt.: Von Mols  bis Skagen) und erreichte den fünften Platz.
1999 veröffentlichte sie ihr bislang einziges Soloalbum: Diamonds in the Rough.
2007 nahm sie am Dansk Melodi Grand Prix, dem dänischen ESC-Vorentscheid, mit dem Titel Husker du teil, konnte sich jedoch nicht für das Finale qualifizieren.
2013 veröffentlichte sie die Single Knowing That It’s There.